# Vena saphena parva
Vena saphena parva, afgekort tot VSP, kleine huidader der dij of rozenader  is een groot, oppervlakkig verlopend afvoerend bloedvat (vene) op het onderbeen. De VSP ontspringt aan de veneuze boog op de voetrug, en loopt langs de buitenzijde van de enkel (malleolus lateralis) midden over de kuit naar de knieholte. Normaal gesproken maakt het vat daar verbinding met de vena poplitea, deel van het diepveneuze systeem van het been. Deze aansluiting wordt VSP-crosse genoemd; deze aansluiting kan ook vele centimeters hoger of lager gevonden worden.
Bij een deel van de patiënten is er op dit niveau helemaal geen aansluiting, maar verloopt het vat via de achter-binnenzijde van het been, en maakt verbinding met de vena saphena magna: zo'n verbinding wordt vene van Giacomini genoemd.

## Belang
Bij veneuze insufficiëntie is er terugstroom van bloed, terug het been in. Dit geeft klachten als vermoeide benen, oedeem, krampen en het ontstaan van hypostatisch eczeem en open been. In zo'n 10% van de gevallen wordt veneuze insufficiëntie volledig veroorzaakt door dysfunctioneren van de VSP; daarnaast wordt insufficiëntie van de VSP vaak gevonden in combinatie met insufficiëntie van de VSM.

### Behandeling
Vroeger werd insufficiëntie van de VSP vaak behandeld met een korte strip waarbij het vat verwijderd werd, van enkel tot knieholte. Dit gaf nogal eens zenuwletsel. Daarom wordt nu meestal alleen een crossectomie verricht.
Behandelingsopties in opkomst zijn:
- Foamsclerose waarbij het vat met schuim wordt dichtgespoten.
- Endoveneuze lasertherapie waarbij via een draad die laserlicht geleid het vat van binnenuit wordt dichtgeschroeid.
- Radioablatie waarbij via een draad en elektromagnetische golven het vat van binnenuit wordt dichtgeschroeid.